# 清河区 (鉄嶺市)
清河区（せいか-く）は中華人民共和国遼寧省鉄嶺市に位置する市轄区。

## 行政区画
2街道弁事処、2鎮、1民族郷を管轄する。
- 街道弁事所：紅旗街道、向陽街道
- 鎮：張相鎮、楊木林子鎮
- 民族郷：聶家満族郷

## 経済
- 清河石炭火力発電所（中国語版）